# Bruneiische Futsalnationalmannschaft
Die bruneiische Futsalnationalmannschaft ist die Auswahl von männlichen Futsalspielern des südostasiatischen Sultanats Brunei, welche die Football Association of Brunei Darussalam auf internationaler Ebene repräsentiert.

## Geschichte
Die Nationalmannschaft bestritt ihre ersten Spiele im August 1996 im malaysischen Kuala Lumpur während des Qualifikationsturnieres für die Weltmeisterschaft 1996 und scheiterte mit zwei Unentschieden nur denkbar knapp am Gastgeber. Erst mit der Teilnahme an der ersten Südostasienmeisterschaft der ASEAN Football Federation (AFF) im Juni 2001 folgten die nächsten Spiele der Landesauswahl. Bei dieser Teilnahme sowie in den Jahren 2005 und 2008 erreichte Brunei mit dem vierten Rang seine besten Turnierplatzierungen. Ende Oktober 2002 nahm die Mannschaft zum bislang einzigen Mal an einer Asienmeisterschaft teil, scheiterte bei dem Turnier im indonesischen Jakarta allerdings nach vier Niederlagen bereits in der Gruppenphase. Die Qualifikation für eine Weltmeisterschaft gelang dem Team bisher nicht.

## Turnierbilanzen
Weltmeisterschaft
- 1989 bis 1992: nicht teilgenommen
- 1996 bis 2024: nicht qualifiziert

Asienmeisterschaft
- 1999 bis 2001: nicht teilgenommen
- 2002: Vorrunde
- 2003: zurückgezogen
- 2004 bis 2024: nicht qualifiziert

Südostasienmeisterschaft
- 2001, 2005, 2008: Vierter Platz
- 2003, 2006, 2007, 2012 bis 2022: Vorrunde
- 2019: nicht teilgenommen